# Eetu Meriläinen
Eetu Meriläinen (geboren am 19. April 1997) ist ein finnischer Skispringer.

## Werdegang
Eetu Meriläinen trat ab 2013 in ersten Wettbewerben der Fédération Internationale de Ski, zunächst im FIS Cup, international in Erscheinung. Im Sommer 2014 gab er mit einem 32. Platz bei einem Wettbewerb in Kuopio am 16. August 2014 sein Debüt im Skisprung-Continental-Cup. Am 17. Februar 2015 gewann er in Lake Placid ein Springen im FIS Cup. In der Saison 2015/16 gehörte Meriläinen zum finnischen Nationalkader. Auch für die darauffolgende Saison 2016/17 wurde er in den finnischen Nationalkader berufen.
In der Saison 2021/22 versuchte er sich am 26. November 2021 in Kuusamo erstmals an der Qualifikation für einen Wettbewerb im Skisprung-Weltcup, die er jedoch verpasste. Am 28. Januar 2022 trat er mit Jenny Rautionaho, Arttu Pohjola und Julia Kykkänen zu einem Mixed-Team-Wettbewerb in Willingen an und debütierte mit dem dabei erzielten neunten Platz im Weltcup. Am darauffolgenden Tag startete er auch zum ersten Mal in einem Einzelwettbewerb im Weltcup und erreichte dabei den 40. Rang.

## Statistik
Continental-Cup-Platzierungen
| Saison  | Sommer | Sommer | Winter | Winter | Gesamt | Gesamt |
| Saison  | Platz  | Punkte | Platz  | Punkte | Platz  | Punkte |
| ------- | ------ | ------ | ------ | ------ | ------ | ------ |
| 2015/16 | 107.   | 0004   | —      | —      | 155.   | 0004   |
| 2020/21 | —      | —      | 079.   | 0013   | 086.   | 0013   |